# Haplopteris
Haplopteris, biljni rod iz porodice bujadovki (Pteridaceae) rasprostranjen po tropskoj Aziji i Australiji. 
Možda postoji više vrsta koje pripadaju ovom rodu, ali su trenutno navedene pod Vittaria auct. Zasada je na popisu 39 vrsta.
Rod je smješten u potporodicu Vittarioideae.

## Vrste
1. Haplopteris alternans (Copel.) S. Linds. & C. W. Chen
2. Haplopteris amboinensis (Fée) X. C. Zhang
3. Haplopteris anguste-elongata (Hayata) E. H. Crane
4. Haplopteris angustifolia (Blume) E. H. Crane
5. Haplopteris angustissima (Holttum) S. Linds.
6. Haplopteris capillaris (Copel.) C. W. Chen, S. Linds. & K. T. Yong
7. Haplopteris centrochinensis (Ching ex J. F. Cheng) Y. H. Yan, Z. Y. Wei & X. C. Zhang
8. Haplopteris dareicarpa (Hook.) S. Linds. & C. W. Chen
9. Haplopteris elongata (Sw.) E. H. Crane
10. Haplopteris ensata (Christ) C. W. Chen & S. Linds.
11. Haplopteris ensiformis (Sw.) E. H. Crane
12. Haplopteris exigua (Hieron.) comb. ined.
13. Haplopteris flexuosa (Fée) E. H. Crane
14. Haplopteris fudzinoi (Makino) E. H. Crane
15. Haplopteris graminea (Poir.) comb. ined.
16. Haplopteris guineensis (Desv.) E. H. Crane
17. Haplopteris heterophylla C. W. Chen, Y. H. Chang & Yea C. Liu
18. Haplopteris hirta (Fée) S. Linds.
19. Haplopteris humblotii (Hieron.) S. Linds. & C. W. Chen
20. Haplopteris linearifolia (Ching) X. C. Zhang
21. Haplopteris longicoma (Christ) E. H. Crane
22. Haplopteris malayensis (Holttum) E. H. Crane
23. Haplopteris mediosora (Hayata) X. C. Zhang
24. Haplopteris microlepis (Hieron.) Mazumdar
25. Haplopteris mindanaoensis S. Linds. & C. W. Chen
26. Haplopteris owariensis (Fée) E. H. Crane
27. Haplopteris plurisulcata (Ching) X. C. Zhang
28. Haplopteris reekmansii (Pic. Serm.) comb. ined.
29. Haplopteris schaeferi (Hieron.) comb. ined.
30. Haplopteris schliebenii (Reimers) Schuettp.
31. Haplopteris scolopendrina (Bory) C. Presl
32. Haplopteris sessilifrons (Miyam. & H. Ohba) S. Linds.
33. Haplopteris sikkimensis (Kuhn) E. H. Crane
34. Haplopteris taeniophylla (Copel.) E. H. Crane
35. Haplopteris vittarioides (Thouars) comb. ined.
36. Haplopteris volkensii (Hieron.) E. H. Crane
37. Haplopteris winitii (Tagawa & K. Iwats.) S. Linds.
38. Haplopteris yakushimensis C. W. Chen & Ebihara
39. Haplopteris zosterifolia (Willd.) E. H. Crane

## Sinonimi
- Vittaria sect.Haplopteris (C.Presl) Ching
- Vittaria subgen.Haplopteris (C.Presl) C.Chr.
- Vittaria sect.Schizolomatopsis Zhang
- Monogramma Comm. ex Schkuhr, nom. rej. prop.
- Pleurofossa Nakai ex H.Itô
- Pleurogramme R.Br.